# مارکوس کلکه
مارکوس کلکه (انگلیسی: Markus Kolke؛ زادهٔ ۱۸ اوت ۱۹۹۰) بازیکن فوتبال اهل آلمان است.